# Oreothalia sierrensis
Oreothalia sierrensis är en tvåvingeart som beskrevs av Wilder 1981. Oreothalia sierrensis ingår i släktet Oreothalia och familjen dansflugor.
Artens utbredningsområde är Kalifornien. Inga underarter finns listade i Catalogue of Life.